# Francesco Menchinelli
Francesco Menchinelli detto Pallino (Orvieto, 7 agosto 1879 – ...) è stato un fantino italiano.
Pallino ha disputato il Palio di Siena in sedici occasioni, riuscendo a vincere una volta: il 2 luglio 1902, sotto i colori dell'Onda.

## La vittoria
Giunto alla sua quarta presenza ufficiale in Piazza, nel luglio 1902 Pallino si trovò stretto alla mossa dalle nerbate di Chiccone e Picino. Nonostante l'ostacolo dei due fantini rivali, Pallino riuscì a scattare primo, girando in testa al primo San Martino. Da dietro ci fu il tentativo di rimonta da parte di Popo della Lupa, ma Pallino su Ponona riuscì a difendere la posizione, giungendo primo al bandierino.

## Presenze al Palio di Siena
Le vittorie sono evidenziate ed indicate in neretto.
| Palio             | Contrada | Cavallo                   |
| ----------------- | -------- | ------------------------- |
| 9 settembre 1900  | Lupa     | Grigio di G. Boscagli     |
| 2 luglio 1901     | Lupa     | Baio di A. Cambrini       |
| 16 agosto 1901    | Nicchio  | Nocciola                  |
| 2 luglio 1902     | Onda     | Ponona                    |
| 16 agosto 1902    | Giraffa  | Grigio di U. Fregoli      |
| 28 settembre 1902 | Giraffa  | Morello di F. Del Giovane |
| 2 luglio 1903     | Giraffa  | Baio di A. Cambrini       |
| 16 agosto 1903    | Bruco    | Colombina (scosso)        |
| 17 aprile 1904    | Giraffa  | Morello di P. Neri        |
| 2 luglio 1904     | Leocorno | Morello di P. Neri        |
| 16 agosto 1904    | Leocorno | Baio di T. Nardi          |
| 16 agosto 1905    | Bruco    | Morello di G. Boscagli    |
| 16 agosto 1907    | Tartuca  | Baio di A. Semplici       |
| 16 agosto 1908    | Lupa     | Grigio di A. Neri         |
| 16 agosto 1909    | Selva    | Morello di A. Tonini      |
| 17 agosto 1909    | Aquila   | Baio di D. Leoni          |